# Сенат Казахстану
Сенат Парламенту Республіки Казахстан (каз. Қазақстан Республикасы Парламенті Сенаты / Qazaqstan Respwblïkası Parlamenti Senatı) — верхня палата Парляменту Республіки Казахстан. Складається з 50 депутатів, які обираються на шість років.

## Історія
За конституцією Казахстану 1995 року термін повноважень депутатів Сенату І скликання становив 4 роки, половина депутатів переобиралася кожні два роки. На виборах 05 грудня 1995 року було обрано 40 депутатів Сенату — по 2 особи від 19 областей та столиці Казахстану — міста Алмати. Семеро депутатів Сенату було призначено Президентом Нурсултаном Назарбаєвим. Повноваження парламенту I скликання почалися з відкриттям першої сесії 30 січня 1996 року.
08 жовтня 1997 року відбулися вибори депутатів Сенату на 4 роки у зв'язку із закінченням терміну повноважень депутатів Сенату, обраних 1995 року на два роки. Після минулої адміністративної реформи та оптимізації областей у сенат було обрано 15 депутатів — вибори проходили 14 областями та Алмати. У зв'язку з оголошенням Акмоли (зараз Астана) столицею Казахстану, 11 лютого 1998 року відбулися вибори депутатів Сенату в місті Акмолі.
07 жовтня 1998 року було прийнято поправки до Конституції Казахстану, якими термін повноважень депутата Сенату було збільшено до шести років, половина з обраних депутатів переобирається кожні три роки. У зв'язку із закінченням терміну повноважень депутатів Сенату, обраних 1995 року на 4 роки, 17 вересня 1999 року відбулися вибори депутатів Сенату на 6 років. Повноваження депутатів Сенату, обраних 1997 року, тривали у II скликанні до грудня 2002 року.
21 травня 2007 року було ухвалено поправки до Конституції Казахстану. Кількість депутатів сенату, що призначаються президентом Казахстану, збільшилася з семи до п'ятнадцяти. 29 серпня 2007 року указом Президента було призначено ще вісьмох депутатів сенату, в такий спосіб кількість депутатів сенату збільшилася з 39 до 47.
У червні 2018 року місто Шимкент стало містом республіканського значення, у зв'язку з чим у жовтні 2018 року відбулися вибори депутатів сенату від нової адміністративної одиниці. Кількість депутатів сенату збільшилася з 47 до 49.
У травні 2019 року було засновано статус «почесний сенатор», який був наданий першому президенту Казахстану Нурсултану Назарбаєву «за визначний внесок у формування конституційно-правових засад Республіки Казахстан як демократичної, світської, правової та соціальної держави, а також у становлення та розвиток вітчизняного парламентаризму».
У червні 2022 року на республіканському референдумі було ухвалено зміни до конституції Казахстану. Згідно з новою редакцією, президент призначає десятьох депутатів Сенату (замість 15), п'ять із яких — на пропозицію Асамблеї народу Казахстану. У червні 2022 року були також утворені три нові області — Абай, Улитау і Жетісу, у зв'язку з чим 24 серпня 2022 року було обрано депутатів Сенату від нових адміністративних одиниць.

## Скликання

### I скликання (1996–1999)
Термін повноважень Парламенту Республіки Казахстан першого скликання почався 30 січня 1996 року з відкриття першої сесії і завершився 30 листопада 1999 року, коли почалася перша сесія Парламенту РК II скликання.
На виборах у грудні 1995 року було обрано 40 депутатів Сенату Парламенту Республіки Казахстан від 19 областей і 2 від столиці Казахстану. Сім депутатів Сенату призначаються Президентом.
8 жовтня 1997 року у зв'язку із закінченням у 1995 році терміну повноважень депутатів Сенату, обраних на 2 роки, вибори депутатів Сенату проводилися на 4 роки. В результаті оптимізації регіонів були призначені вибори в 14 областях республіки і місті Алмати.
У жовтні 1997 року до Сенату Парламенту Республіки Казахстан було обрано 15 депутатів.
У зв'язку з проголошенням міста Акмола столицею Республіки Казахстан 11 лютого 1998 року в місті Акмола відбулися вибори депутатів Сенату Парламенту Республіки Казахстан.

### II скликання (1999–2004)
Повноваження Парламенту Республіки Казахстан другого скликання почалися з відкриття його першої сесії 01 грудня 1999 року і завершилися 2 листопада 2004 року, коли розпочалася робота Парламенту третього скликання.
17 вересня 1999 року у зв'язку із закінченням у 1995 році терміну повноважень депутатів Сенату, обраних на чотири роки, відбулися вибори депутатів Сенату, які обираються вже на шість років.
Повноваження депутатів Сенату, обраних у 1997 році, тривали до грудня 2002 року відповідно до конституційних норм.

### III скликання (2004–2007)
Повноваження Парламенту Республіки Казахстан третього скликання розпочалися 03 листопада 2004 року з відкриття його першої сесії і закінчилися 01 вересня 2007 року, в день початку роботи Парламенту четвертого скликання.
У грудні 2005 року термін повноважень депутатів Сенату, обраних 17 вересня 1999 року, закінчено; вибори нових депутатів Сенату відбулися 19 серпня 2005 року.
Повноваження депутатів Сенату, обраних у 2002 році, продовжені у третьому скликанні відповідно до конституційних норм.

### IV скликання (2007–2012)
Повноваження Парламенту Республіки Казахстан четвертого скликання почалися 02 вересня 2007 року з відкриття його першої сесії і закінчилися 19 січня 2012 року, в день початку роботи першої сесії Парламенту Республіки Казахстан п'ятого скликання.
Відповідно до змін, внесених до Конституції Республіки Казахстан у травні 2007 року, 29 серпня 2007 року Указом Президента країни було призначено ще вісьмох депутатів Сенату Парламенту Республіки Казахстан.
Повноваження депутатів Сенату, обраних у 2002 році, тривали до грудня 2008 року.
Повноваження депутатів Сенату, обраних і призначених у 2005 році, тривали до вересня 2011 року.
19 серпня 2011 року відбулися чергові вибори половини депутатів Сенату Парламенту Республіки Казахстан. 23 листопада 2011 року Указом Президента РК було призначено сімох депутатів, термін їх повноважень закінчився в 2017 році.

### V скликання (2012–2016)
Повноваження Парламенту Республіки Казахстан п'ятого скликання почалися 20 січня 2012 року з відкриття його першої сесії і завершилися з початком першої сесії Парламенту РК шостого скликання.
Повноваження депутатів Сенату, обраних у 2008 і 2011 роках, призначених у 2007 і 2011 роках на виборах Парламенту Республіки Казахстан п'ятого скликання, продовжено відповідно до конституційних норм.
26 серпня 2013 року у зв'язку із закінченням терміну повноважень депутата Сенату, призначеного в серпні 2007 року Указом Президента Республіки Казахстан, призначено вісьмох нових депутатів Сенату Парламенту Республіки Казахстан.
01 жовтня 2014 року відповідно до Указу Президента Республіки Казахстан відбулися вибори депутатів Сенату. У зв’язку з реєстрацією депутатів Сенату, обраних у 2014 році, припинено повноваження депутатів, обраних у 2008 році.

### VI скликання (2016–2021)
Повноваження Парламенту Республіки Казахстан шостого скликання розпочалися 25 березня 2016 року з відкриття його першої сесії та завершилися початком першої сесії Парламенту сьомого скликання.
Повноваження депутатів Сенату, обраних у 2011 та 2014 роках, призначених у 2011 та 2013 роках на виборах Парламенту Республіки Казахстан п'ятого скликання, продовжено відповідно до конституційних норм.
28 червня 2017 року відповідно до Указу Президента Республіки Казахстан відбулися вибори депутатів Сенату. У зв’язку з реєстрацією депутатів Сенату, обраних у 2017 році, 30 червня припинено повноваження депутатів, обраних у 2011 році.
У жовтні 2018 року в Шимкенті, як місті республіканського значення, відбулися вибори двох нових депутатів Сенату.
Вибори нових депутатів Сенату відбулися 12 серпня 2020 року. У зв'язку з реєстрацією обраних депутатів Сенату 2020 року 28 серпня було припинено повноваження обраних депутатів Сенату, обраних у 2014 році.

### VII скликання (2021–2023)
Термін повноважень Парламенту Республіки Казахстан сьомого скликання почався 15 січня 2021 року з відкриття його першої сесії і тривав до початку роботи першої сесії Парламенту восьмого скликання.
Повноваження депутатів Сенату, обраних у 2017 і 2020 роках, призначених у 2017 і 2019 роках у шостому скликанні Парламенту Республіки Казахстан,продовжено відповідно до конституційних норм.
У зв'язку зі створенням в республіці трьох нових регіонів призначено вибори депутатів Сенату від цих регіонів. 24 серпня 2022 року відбулися вибори шести нових депутатів Сенату.

### VIII скликання (2023–)
Парламент Республіки Казахстан сьомого скликання було розпущено достроково, а нові парламентські вибори минули 19 березня 2023 року.
Сенат Парламенту Республіки Казахстан восьмого скликання розпочав роботу 29 березня 2023 року.

## Склад та обрання
Сенат складається з 50 депутатів:
- 10 депутатів призначає президент Казахстану;
- 40 депутатів обираються таким чином — від кожної області, міста республіканського значення і столиці Казахстану обираються по дві особи. Половина виборних депутатів Сенату переобирається кожні три роки.

Вибори депутатів сенату регулюються конституційним законом «Про вибори в Республіці Казахстан». Обрання депутатів Сенату складає основі непрямого виборчого права таємним голосуванням. У виборах його депутатів беруть участь виборці — депутати масліхатів.
Висунення кандидатів у депутати сенату проводиться двома шляхами:
- на сесіях обласного (міст республіканського значення та столиці), міського, районних масліхатів. Політичні партії, інші громадські об'єднання через своїх представників у масліхатах пропонують свої кандидатури у депутати сенату. При цьому від кількох масліхатів може бути висунутий один кандидат;
- у порядку самовисування.

На підтримку кандидата організується збирання підписів. Кандидат у депутати Сенату має бути підтриманий щонайменше 10% голосів від загальної кількості виборщиків, які мають всі масліхати області, міста республіканського значення чи столиці, але не більше чверті голосів виборців від однієї маслихата.
Вибори депутатів Сенату проводяться на спільному засіданні виборців, яке вважається правомочним, якщо на ньому присутні більше половини від числа обраних депутатів, які представляють усі масліхати відповідно до області, міста республіканського значення чи столиці. Голосування вважається таким, що відбулося, якщо в ньому взяла участь понад половина присутніх виборців. Обраним вважається кандидат, який набрав понад половину голосів виборців, які взяли участь у голосуванні.
Термін депутатських повноважень — шість років. 
Депутатом сенату може бути особа, яка досягла віку 30 років, має вищу освіту та стаж роботи не менше п'яти років, постійно проживає на території відповідної області, міста республіканського значення або столиці республіки не менше трьох років; при чому депутат сенату не може бути одночасно депутатом нижньої палати парламенту Казахстану — Мажилісу.

## Компетенція
До виняткової компетенції Сенату згідно з конституцією країни відносяться:
- обрання та звільнення з посади за поданням Президента Республіки Казахстан:
  - голови та суддів Верховного суду та прийняття їхньої присяги;
  - Уповноваженого з прав людини в Республіці Казахстан;
- надання згоди на призначення президентом країни голови Національного банку, генерального прокурора, голови Комітету національної безпеки Казахстану, голови Конституційного Суду, голови Вищої Судової Ради;
- позбавлення недоторканності генерального прокурора, голови та суддів Верховного суду, Уповноваженого з прав людини;
- виконання функцій парламенту щодо прийняття конституційних законів та законів у період тимчасової відсутності Мажилісу, викликаного достроковим припиненням його повноважень;
- здійснення інших повноважень, покладених Конституцією на Сенат Парламенту.

Депутати сенату мають право законодавчої ініціятиви, яке реалізується виключно в мажилісі.
Проєкти законів Республіки Казахстан спочатку розглядаються у Мажилісі. Проєкти законів, розглянуті та схвалені більшістю голосів від загальної кількості мажилісменів, передаються до Сенату, де розглядаються не більше 60 днів. Ухвалений більшістю голосів від загальної кількості депутатів Сенату проєкт стає законом і протягом 10 днів представляється Президентові Республіки Казахстан на підпис. Відхилений загалом більшістю голосів від загальної кількості депутатів Сенату проєкт повертається до Мажилісу.

## Керівництво

### Торага
Спікер Сенату називається Головою, або Торагою, який вільно володіє державною (казахською) мовою і обирається таємним голосуванням більшістю голосів від загальної кількості депутатів Сенату. Кандидатура посаду Голови Сенату висувається президентом Казахстану з числа депутатів Сенату.
Торага скликає засідання Сенату і головує на них; здійснює загальне керівництво підготовкою питань, що вносяться до Сенату; представляє палатам кандидатури до обрання посади заступників Тораги; забезпечує дотримання регламенту діяльності Сенату; керує діяльністю координаційних органів Сенату; підписує акти, що видаються Сенатом; представляє Сенатов кандидатури для призначення на посади членів Конституційного суду, Центральної виборчої комісії, Рахункового комітету з контролю за виконанням республіканського бюджету; виконує інші обов'язки, покладені регламентом парляменту.
У разі дострокового звільнення або звільнення з посади президента Казахстану, а також його смерті повноваження президента на термін, що залишився, переходять до Тораги Сенату (при неможливості Тораги прийняти на себе повноваження президента вони переходять до голови мажилісу парламенту; за неможливості голови мажилісу прийняти на себе повноту президента вони переходять до прем'єр-міністра країни). Особа, яка прийняла на себе повноваження президента, складає з себе повноваження Тораги Сенату.
20 березня 2019 року після того, як перший президент країни Нурсултан Назарбаєв ухвалив рішення скласти з себе повноваження, президентом Казахстану став Касим-Жомарт Токаєв, який очолював до того часу Сенат. Нині цю посаду обіймає Маулен Ашимбаєв.
| № | Файл                         | Ім'я                | Роки роботи |
| - | ---------------------------- | ------------------- | ----------- |
| 1 | Файл:Өмірбек Бәйгелді.JPG    | Омірбек Байгельді   | 1996–1999   |
| 2 | Файл:Oralbay Abdikarimov.jpg | Оралбай Абдикарімов | 1999–2004   |
| 3 |                              | Нуртай Абикаєв      | 2004–2007   |
| 4 |                              | Касим-Жомарт Токаєв | 2007–2011   |
| 5 |                              | Кайрат Мамі         | 2011–2013   |
| 6 |                              | Касим-Жомарт Токаєв | 2013–2019   |
| 7 |                              | Даріга Назарбаєва   | 2019–2020   |
| 8 |                              | Маулен Ашимбаєв     | 2020-       |

### Заступники голови
Є два заступники Тораги, кандидатури яких пропонує сам Торага і обираються депутатами Сенату. Заступники виконують обов'язки, покладені на них Головою.